# Rue des Ursins
La rue des Ursins est une rue de l’île de la Cité, au centre de Paris, dans le 4e arrondissement.

## Situation et accès
Depuis la fin des années 1860, la rue débute 2, rue des Chantres et quai aux Fleurs pour se terminer 1, rue de la Colombe.

## Origine du nom
Cette rue était habitée autrefois par Jean Jouvenel des Ursins, prévôt des marchands de Paris, qui y avait son hôtel.

## Historique
Au Moyen Âge et à l'époque moderne, la voie qui correspond à l'actuelle rue des Ursins reliait le port Saint-Landry à la rue de Glatigny.
Plusieurs voies s'alignent alors sur son emplacement dont l'une est attestée par des sources manuscrites du XIIIe siècle au XVIIIe siècle :
— la « rue d'Enfer » ou « rue d’Enfer-en-la-Cité » dont le nom serait une déformation de « via inferior » signifiant rue basse.
Les deux autres font partie, de 1300 à 1321, du port Saint-Landry. Elles sont nommées
— « rue Saint-Landry » et
— « rue du port Saint-Landry » et tirent toutes deux, comme le port, leur nom de la proximité de l'église Saint-Landry.
Au XVIe siècle, la voie est nommée « rue Basse-du-Port-Saint-Landry ».
Elle est citée pour une partie sous le nom de « rue Saint Landry », pour une autre partie de « rue du Port Saint Landry », pour une troisième partie de « rue d'Enfer » et pour une quatrième partie de « rue des Ursins » dans un manuscrit de 1636.
Sur des plans du XVIIIe siècle comme le plan de Turgot (1739) ou le plan de Junié (1786), elle est appelée « rue d'Enfer » à l'est de la rue du Chevet-Saint-Landry et « rue Basse-des-Ursins » (en référence à l'hôtel des Ursins) à l'ouest de cette rue jusqu'à la rue de Glatigny. Elle passe alors au nord de l'église Saint-Landry où sont entreposées les reliques de saint Landry à partir du IXe siècle.
En 1702, la « rue d'Enfer », qui fait partie du quartier de la Cité, possède 4 maisons et 1 lanterne et la « rue Basse-des-Ursins » 10 maisons et 1 lanterne.
En 1769, il est prévu d'ouvrir un quai à l'emplacement d'une partie[Laquelle ?] de la rue. Le projet n'est pas réalisé, mais le 29 vendémiaire an XII (22 octobre 1803), un arrêté prescrit à nouveau l'ouverture de ce quai qui prend successivement le nom de « quai Napoléon », « de la Cité » et à nouveau « Napoléon » (actuellement quai de la Corse et quai aux Fleurs). La rue qui prend le nom de « rue Basse-des-Ursins » ne relie plus que la rue des Chantres à la rue du Chevet-Saint-Landry (rue d'Arcole après 1837).
Lors de l'élargissement de la rue d'Arcole dans la seconde moitié des années 1830, la rue est rehaussée. La rue Basse-des-Ursins finit alors en impasse contre un mur de soutènement.
Dans le cadre de la reconstruction de l'Hôtel-Dieu, la rue d'Arcole est reconstruite selon un nouvel axe. La section finale au-delà de la rue de la Colombe est alors supprimée. Après la suppression de la rue Haute-des-Ursins et de la rue Moyenne-des-Ursins pour la construction de l'Hôtel-Dieu, le nom de la rue est simplifié en 1881 pour prendre sa forme actuelle.
Dans la première partie du XIXe siècle, cette rue commençait quai Napoléon du côté du pont de la Cité et finissait sur le même quai du côté du pont Notre-Dame,.
À cette époque, les numéros de la rue étaient rouges. Le dernier numéro impair était le no 25. Il n'y avait aucun numéro pair, cette partie ayant été abattue pour la construction du quai Napoléon.
Lors de la crue de la Seine de 1910, la rue a été submergée par plus de 1,5 m d'eau.

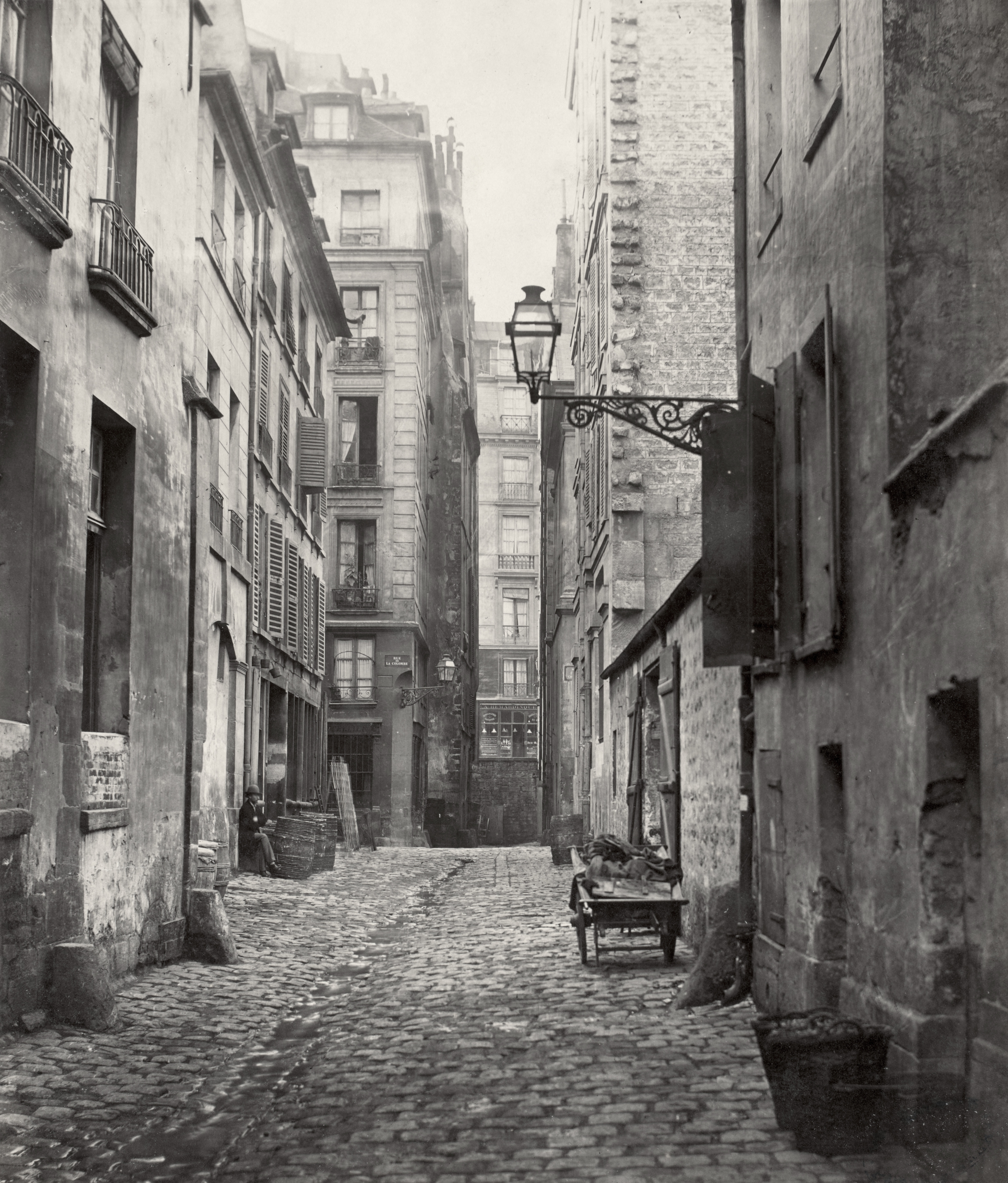
La rue Basse-des-Usins avant le percement de l'actuelle rue d'Arcole, par Charles Marville.
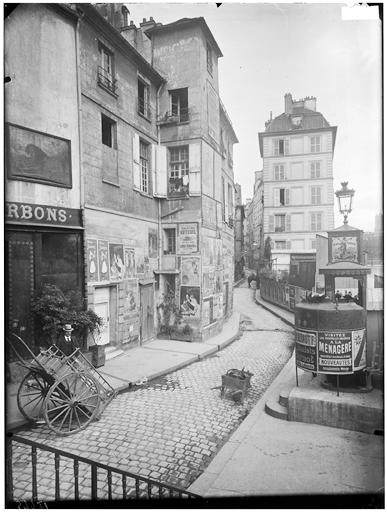
La rue des Ursins vers le quai aux Fleurs, par Eugène Atget.

## Bâtiments remarquables et lieux de mémoire
- No 1 : plaque posée sur un mur à l'angle de la rue des Ursins et de celle des Chantres, indiquant le niveau atteint par la crue de 1910.
- No 4 : accès au jardinet de la rue des Ursins.
- No 7 : entre 1673 et 1676, le dramaturge Jean Racine vit dans l’hôtel des Ursins, situé au 7 de la rue, qui donne également sur le 16, rue Chanoinesse[11].
- No 19 : deux colonnes et une croix sont des éléments de la chapelle Saint-Aignan.

### Dans la culture populaire
Une scène du film Sous le ciel de Paris (1951) de Julien Duvivier (1951) s'y déroule.

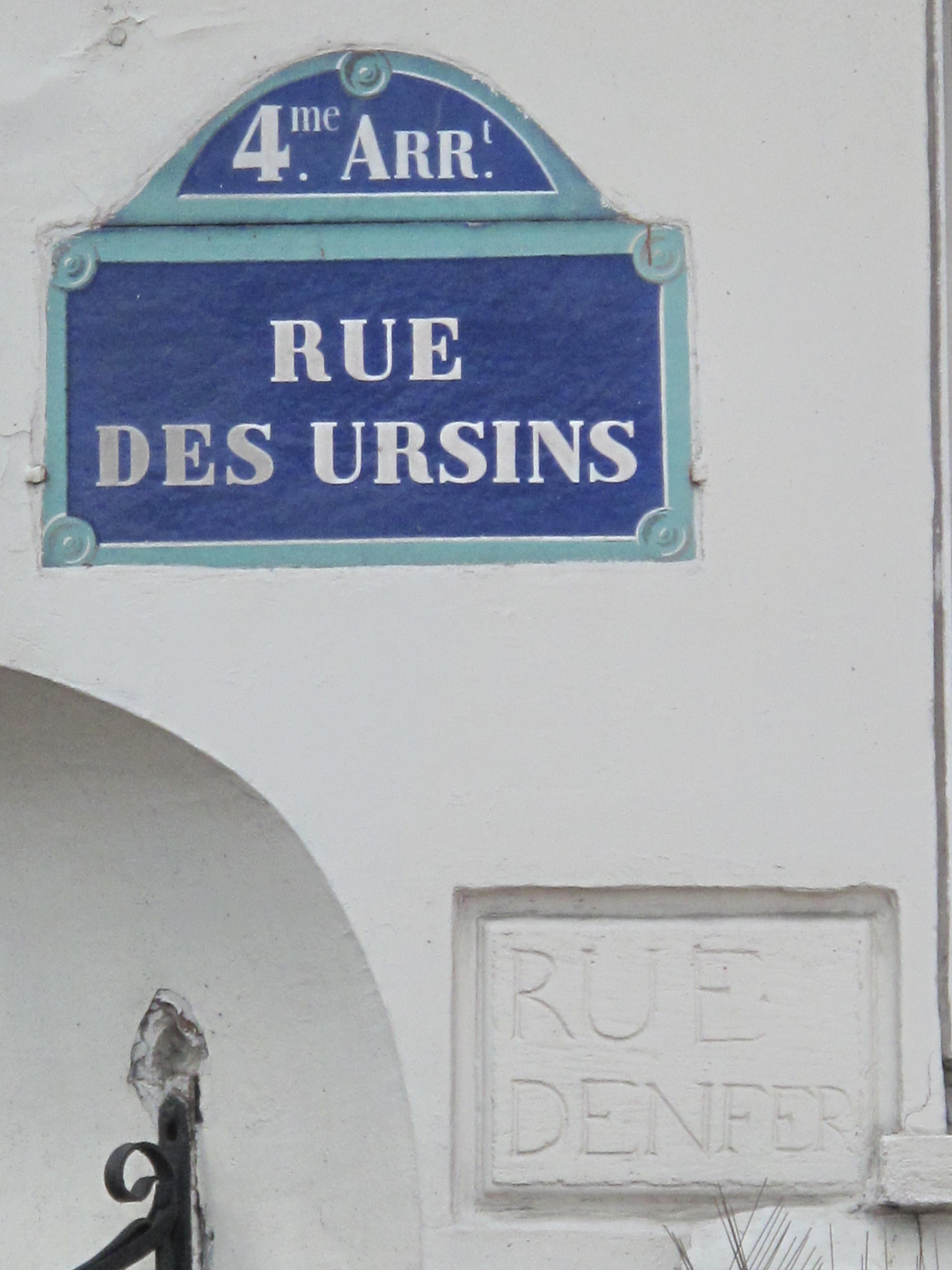
Plaque de rue de la rue des Ursins avec, gravé, son ancien nom « rue d'Enfer ».
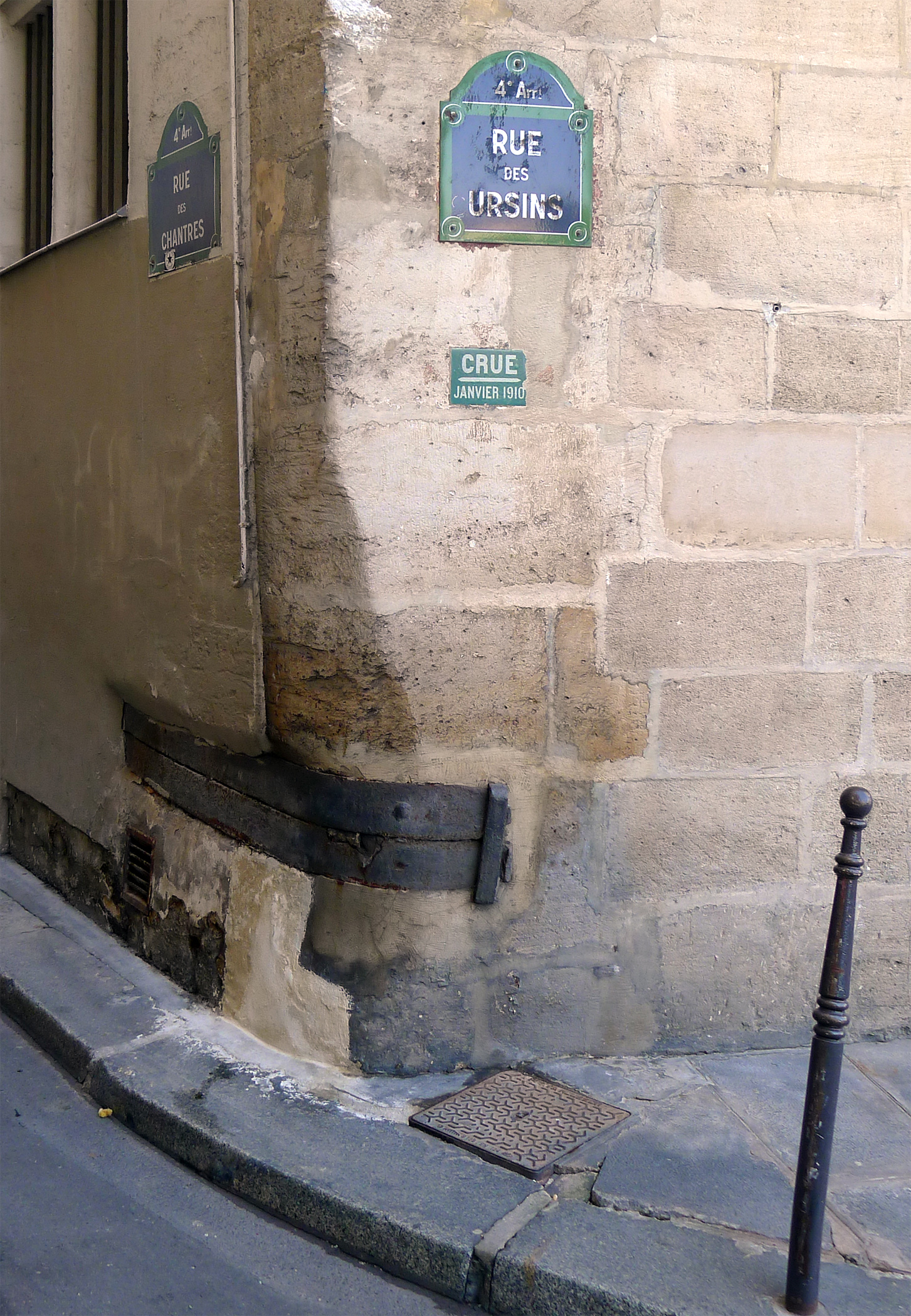
Niveau de l'inondation de 1910.
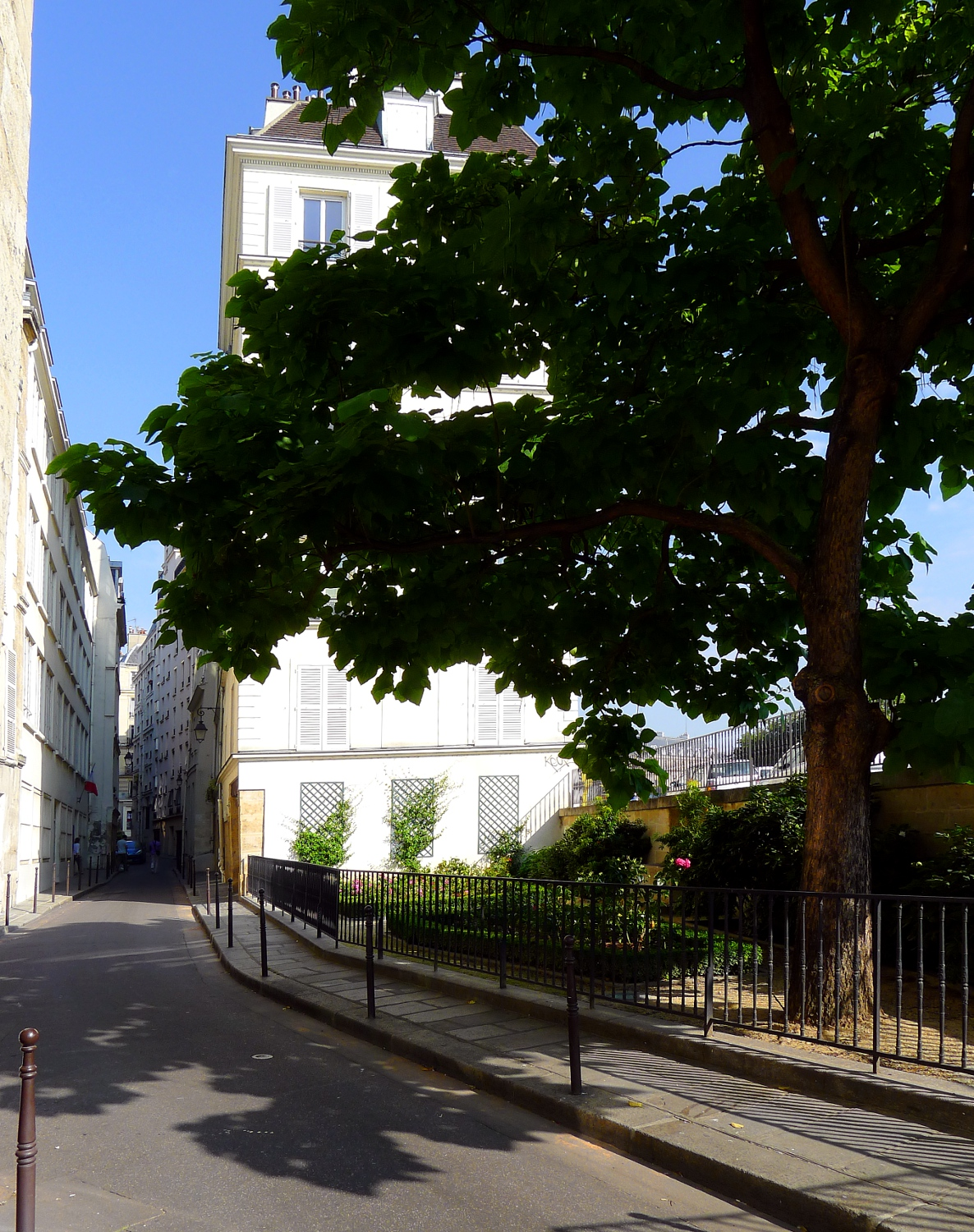
Jardinet de la rue des Ursins.
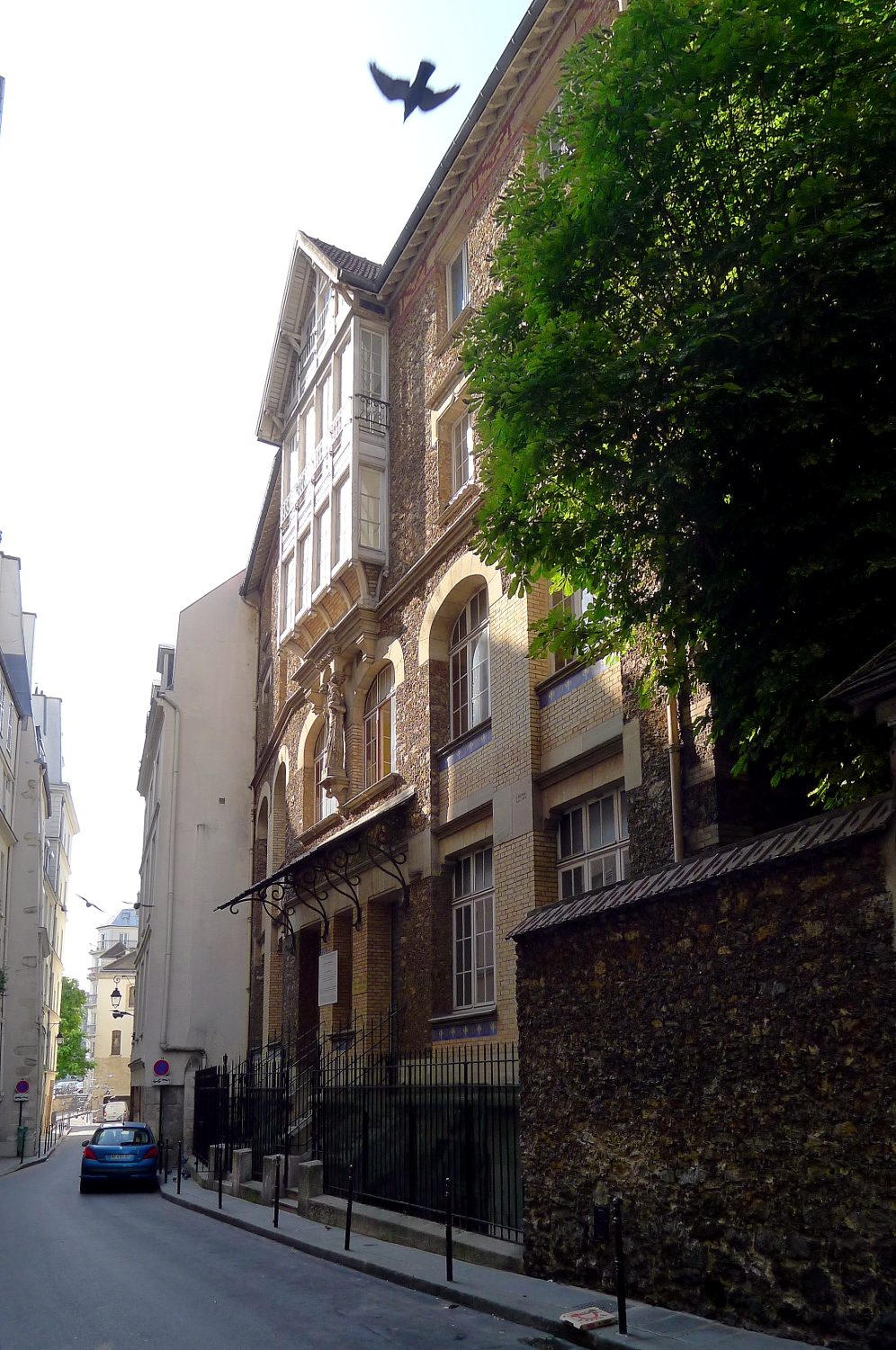
No 15, séminaire de Paris.
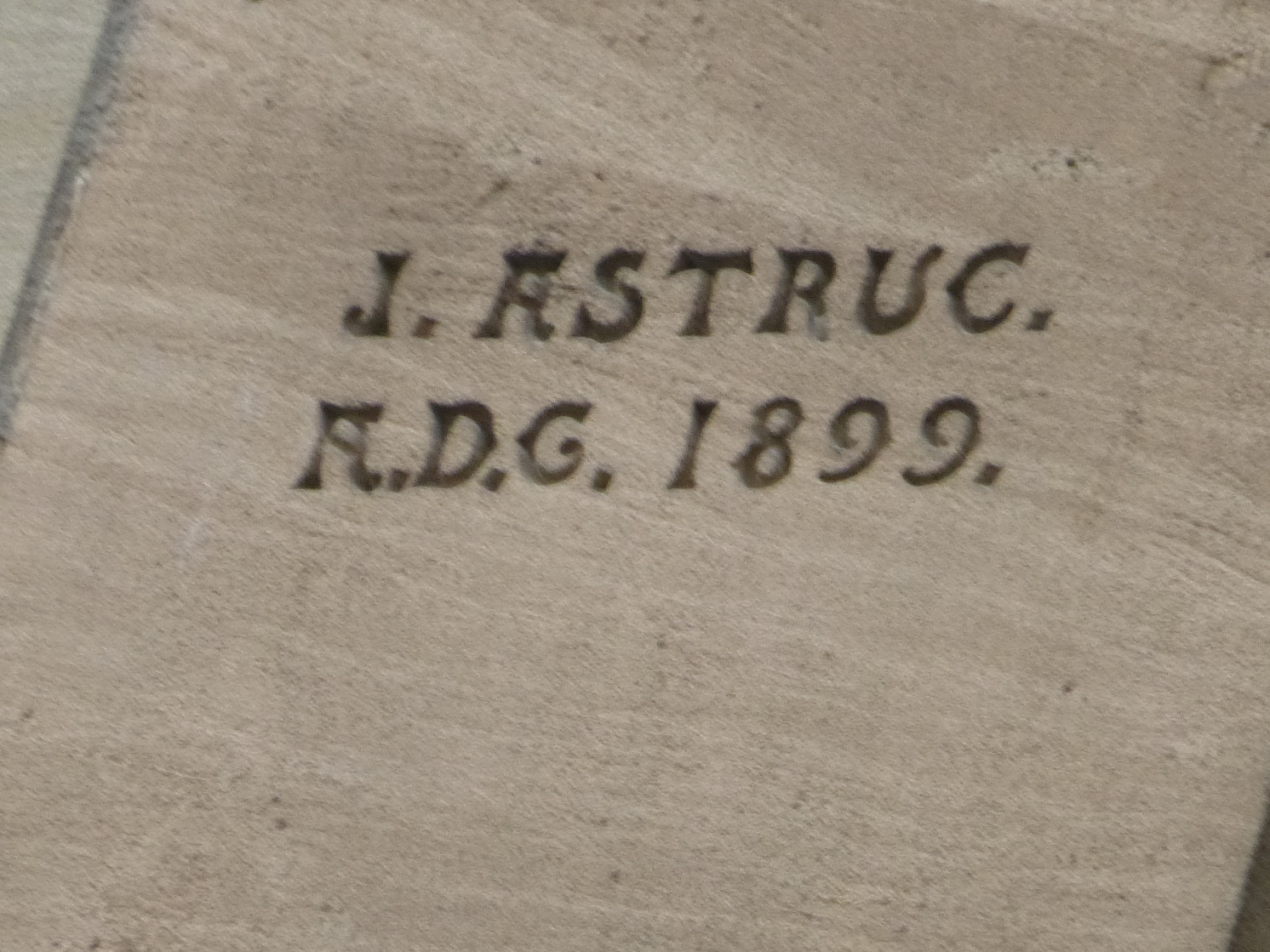
No 15, Jules Astruc, architecte Art nouveau.